# Anortyt
Anortyt – minerał z gromady krzemianów zaliczany do grupy plagioklazów; bardzo rzadki.

## Właściwości
Rozpuszcza się w kwasie solnym.
Tworzy kryształy tabliczkowe, krótkosłupkowe, zazwyczaj zbliźniaczone. Kryształy narosłe spotykane są sporadycznie. Jest minerałem kruchym, przezroczystym. Tworzy kryształy mieszane z albitem (0 –10%).

## Występowanie
Występuje w niektórych skałach magmowych (takich jak: gabro, bazalt, noryt, anortozyt) oraz w metamorficznych. Piękne kryształy występują w lapillach wulkanicznych Wezuwiusza.
Miejsca występowania: Włochy – w lawach Wezuwiusza, na Sycylii, Japonia – wyspy:Hokkaido i Myake; USA, Indie, Grenlandia, Rosja, Czechy. 
Występuje również na Księżycu, w meteorytach i kometach.
W Polsce – w okolicach Nowej Rudy, Bożkowa, Woliborza, w Górach Izerskich.

## Zastosowanie
Ma znaczenie naukowe oraz kolekcjonerskie. Sporadycznie wykorzystywany w Jubilerstwie (kaboszony i paciorki do naszyjników).